# Gräberfeld von Kvassheim
Koordinaten: 58° 40′ 2″ N, 5° 33′ 3″ O
Das in den 1950er Jahren ausgegrabene Gräberfeld von Kvassheim, in Hå (norwegisch Hå gravfelt) ist ein in der Eisenzeit und der beginnenden Wikingerzeit (etwa von 300 bis 900 n. Chr.) genutzter Begräbnisplatz am alten Friedhof von Hå in Jæren in Norwegen. Das Gräberfeld ist eines von mehreren am Strand von Kvassheim. In dem Bereich sind etwa 600 Gräber aufgenommen worden. Die meisten sind Rösen.

## Beschreibung
Zwischen 300 und 900 n. Chr. wurden etwa 60 Grabhügel für mindestens 100 Personen aufgeworfen. Die meisten wurden zwischen 400 und 500 errichtet. Viele bergen mehrere Gräber. In Röse-Nr. 1, nördlich der Låvebrücke, gab es sieben Gräber. Die Funde deuten darauf, dass zwei Drittel der Bestatteten Frauengräber sind. Die Personen, die im Bereich von Hå begraben wurden, müssen oberen sozialen Schichten angehört haben, die in der Nähe gelebt haben.

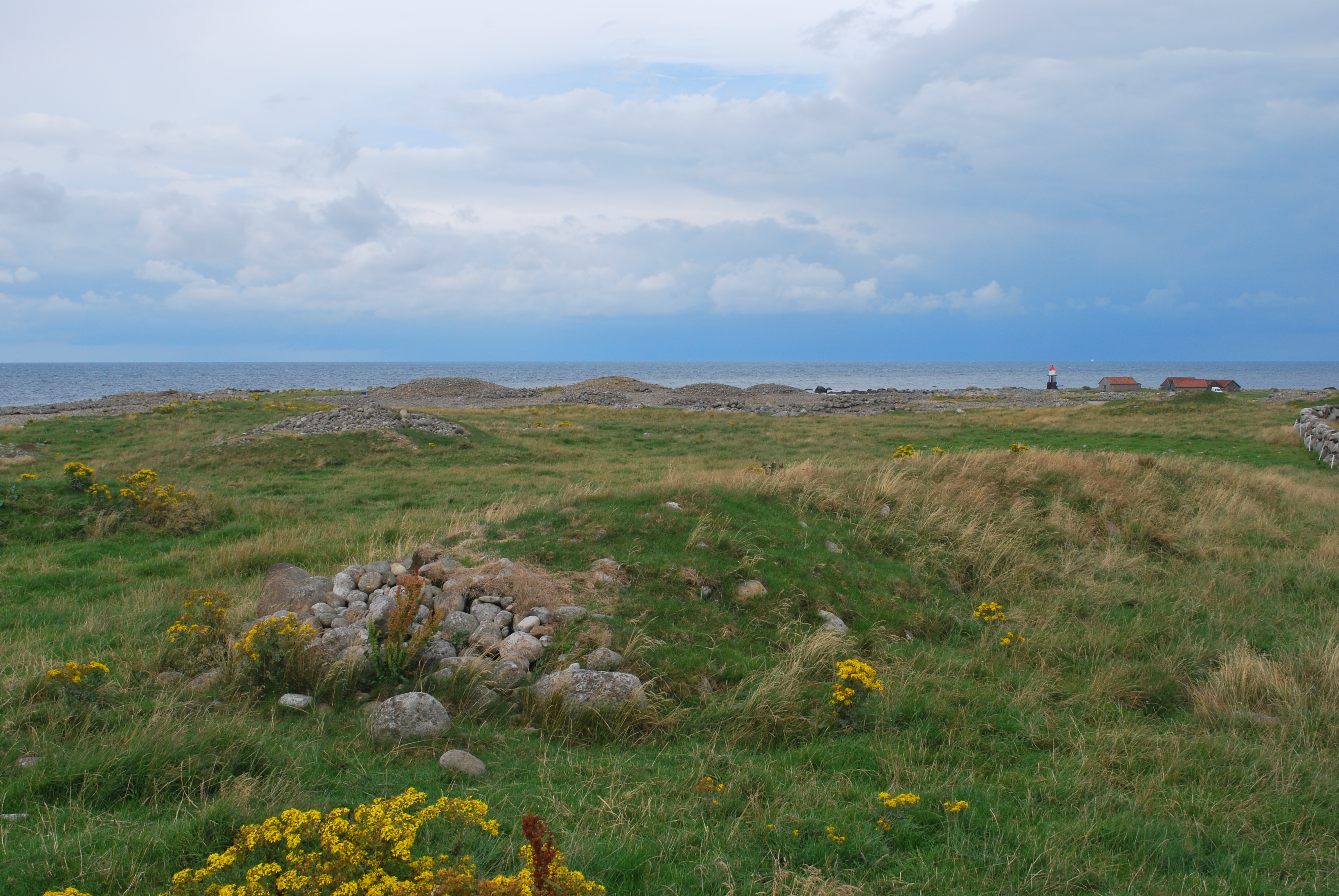
Röse auf dem Gräberfeld von Kvassheim

Die Toten wurden auf dem groben Kies des Untergrundes in einer Steinkiste beigesetzt. Um diese (nicht immer mittig positionierte) Kiste wurde der Hügel aus großen Rollsteinen gebaut. Später wurden Kiste und Hügel mit einer Kiesschicht bedeckt. Die Hügel haben unterschiedliche Form und Größe. 28 sind rund, 22 sind rechteckig. Manche haben eine Bootsform. Im Nordwesten liegen zwei große Treodde.

## Die Funde
In den Hå-Gräbern gab keine Überreste der Toten; lediglich Ausrüstung, Schmuck,Tongefäße und Waffen wurden gefunden. In Frauengräbern lagen Schnallen, an denen die Kleidung befestigt wurde und Perlen. Viele Frauen hatten Spinnwirtel als Grabbeigaben. Einige Männer wurden mit einem Schwert begraben.